# Civilization IV: Warlords
Civilization IV: Warlords is het eerste uitbreidingspakket van het het succesvolle computerspel Civilization IV. Warlords werd uitgebracht op 24 juli 2006 in Noord-Amerika en op 28 juli 2006 in Europa. De opvolger van Warlords is Beyond The Sword.

## Vernieuwingen
Warlords brengt vele vernieuwingen aan Civilization IV, zoals:
- Een nieuwe soort Great People: "Great General"
- Drie nieuwe wereldwonderen
- Zes nieuwe beschavingen speelbaar in singleplayer en multiplayer
- Acht nieuwe leiders

## Nieuwe Beschavingen
| Beschaving        | Technologische kennis | Unieke Eenheid                               | Uniek Gebouw                       | Leiders   | Karaktertrekken van leiders    | Hoofdstad |
| Carthago          | Visserij, Mijnbouw    | Numidische cavalerie (vervangt Horse Archer) | Cothon (vervangt haven)            | Hannibal  | Charismatisch, Financieel      | Carthago  |
| Keltische Rijk    | Jagen, Mystiek        | Gallische Strijder (vervangt Swordsman)      | Dun (vervangt Walls)               | Brennus   | Charismatisch, Spiritueel      | Bibracete |
| Koreaanse Rijk    | Mystiek, Mijnbouw     | Hwacha (vervangt Katapult)                   | Seowon (vervangt University)       | Wang Kon  | Financieel, Beschermend        | Seoel     |
| Ottomaanse Rijk   | Landbouw, Wiel        | Janitsaar (vervangt Musketman)               | Hamam (vervangt Aqueduct)          | Mehmed II | Expansiegericht, Georganiseerd | Istanbul  |
| Rijk Der Vikingen | Visserij, Jagen       | Berserker (vervangt Maceman)                 | Trading Post (vervangt Lighthouse) | Ragnar    | Agressief, Financieel          | Nidaros   |
| Rijk Der Zoeloes  | Landbouw, Jagen       | Impi (vervangt Spearman)                     | Ikhanda (vervangt Barracks)        | Shaka     | Agressief, Expansiegericht     | Ulundi    |

Civilization · II (Conflicts in Civilization · Fantastic Worlds · Test of Time)  ·  III (Play the World · Conquests) · IV · (Warlords · Beyond The Sword) · Colonization · Revolution · V (Gods & Kings · Brave New World) · World · Revolution 2 · Beyond Earth (Rising Tide) · VI · (Rise and Fall · Gathering Storm) · VII